# グラントウキョウ
グラントウキョウ（英: GranTokyo）は、東京都千代田区丸の内一丁目に所在する超高層ビル。東京駅八重洲口の駅ビル。
43階建てのグラントウキョウノースタワーと42階建てのグラントウキョウサウスタワーの2棟からなる。本項では両タワーの間にあるグランルーフについても記載する。ノースタワーの低層部には百貨店の大丸東京店が入居している。民間都市再生事業計画認定事業。
第58回BCS賞受賞。

## 概要
国際都市の拠点として整備を行う地域として位置づけられた東京駅周辺において、八重洲口側は業務・商業機能および交通機能を充実させるとともに、本計画と一体的に行われる駅前広場整備と併せて、都市基盤の再整備、周辺地域への波及効果創出により都市再生に貢献していくことを目指すことになった。
これに則り、全体開発敷地（基準容積率900%）に対して総合設計制度による割増容積300%、および東京駅丸の内駅舎の未利用容積を利用した特例容積率適用区域制度による容積割増404.2%を加えた全体容積率1604.2%となる開発を行うことになり、JR東日本（60.2%）、三井不動産（24.8%）、鹿島八重洲開発（10.2%）、新日本石油（現：ENEOSホールディングス）（4.8%）が共同で事業を推進した。
施設は駅前広場を挟んだ南北に200mのツインタワーとなるグラントウキョウサウスタワー（南棟）およびノースタワー（北棟）を配し、ノースタワー低層部にこれまで鉄道会館に入居していた大丸東京店が移転。Ⅰ期竣工後に既存の鉄道会館を撤去して丸の内駅舎の背景として、行幸通りから八重洲通りへのビスタ（見通し）を創出の上で、中央部にタワーを結ぶ歩行者デッキと大屋根のグランルーフを計画し、駅施設と店舗を配置した。またこれに先立ってノースタワー低層部（大丸）の増築も行い、2014年秋にグランルーフと一体整備である緑あふれる八重洲駅前広場が全面供用を開始したことで一連の整備事業が完了している。
デザインアーキテクトとして、マーフィ/ヤーン, Inc（ヘルムート・ヤーン）を迎え、基本コンセプトはグランルーフを「光の帆（セイル・オブ・ライト）」に例え、それらを取り囲む形で南北のタワーを「水晶の塔（クリスタル・タワー）」として具現化することが意図され、南北のタワー頂部には「ライト・ビーコン」と呼ばれるライトアップとLEDによる照明が組み込まれており、日々のうつろいや季節感を表現し、イベントにも対応できるようになっている。
2016年に公開された映画『シン・ゴジラ』ではヤシオリ作戦でノースタワーを爆破倒壊してゴジラを転倒させるシーンで登場している。

## 建物概要

### グラントウキョウノースタワー
国際観光会館の跡に建設されたノースタワーはJR東日本と三井不動産が事業を推進し、1階と地下1階には連絡通路が中央部を貫通し、地下1階から地上13階の低層部分に大丸東京新店（下欄参照）が出店。地上17階 - 42階は賃貸オフィスとなり、シャトルエレベーターで結ばれた17階には2層吹き抜けのスカイロビーが計画され、複数の本社機能の対応を可能とした。また最上階の42階には当該フロアテナント専用の特殊フロアとして、外部に出られるウッドテラスも準備された。オフィス基準階では60m×60mのプレートに応えるべく、2950mmの天井高と150mmのOAフロアが実現されている。テナントには、大和証券グループ、BNPパリバグループ、日本調剤グループ等が入居している。
なお、国際観光会館が所有していた借地権およびノースタワー第Ⅰ期竣工時に同会館が取得予定であった建物持分は、2007年7月、吸収分割を実施して三井不動産が承継した。

#### 大丸東京店
2007年11月6日のグラントウキョウオープンに併せて、ノースタワー地下1階 - 13階に「TOKYO・オトナ・ライフスタイル百貨店」をコンセプトとして開店。開店当初の店舗面積は34,000 m2で、建設途中は14階までに入居する計画があった。
東京駅を利用する旅行客が入りやすいよう、1階に菓子売り場を配置し、2階に業界最大級の広さの化粧品売り場を設けた。売り場は白を基調とした開放感がある内装で通路も広くとられている。ほかに13階レストランにはXEXグループのレストラン「XEX TOKYO」が入った。
その後、2012年に増床工事が完了し、9月14日に「東急ハンズ」が出店、10月5日に全面開業し店舗総面積は約46,000 m2となった。
フロアガイド
| 階  | 既存部                                                 | 増床部                                               |
| --- | ------------------------------------------------------ | ---------------------------------------------------- |
| 13F | レストラン「XEX TOKYO」                                |                                                      |
| 12F | レストラン                                             | レストラン                                           |
| 11F | 催事場、ギフト・商品券、ゴルフウェア・用品、アウトドア | 石井スポーツ、エーグル                               |
| 10F | 美術、宝飾・時計・メガネ、呉服                         | ハンズ                                               |
| 9F  | リビング、おもちゃ、子供服                             | ハンズ                                               |
| 8F  | 紳士服                                                 | ハンズ                                               |
| 7F  | 紳士服・紳士洋品雑貨・高級筆記具                       | 旅行用品                                             |
| 6F  | 婦人服                                                 | 婦人服                                               |
| 5F  | 婦人服                                                 | 婦人服                                               |
| 4F  | 婦人服・婦人肌着                                       | 婦人服・婦人肌着                                     |
| 3F  | 婦人靴・ハンドバッグ・アクセサリー、婦人服・婦人洋品   | 婦人靴・ハンドバッグ・アクセサリー、婦人服・婦人洋品 |
| 2F  | 化粧品                                                 | 特選ブティック                                       |
| 1F  | 食品「ほっぺタウン」                                   | 特選ブティック                                       |
| B1F | 食品「ほっぺタウン」                                   | 食品「ほっぺタウン」                                 |
| B3F | 駐車場                                                 |                                                      |

### グラントウキョウサウスタワー

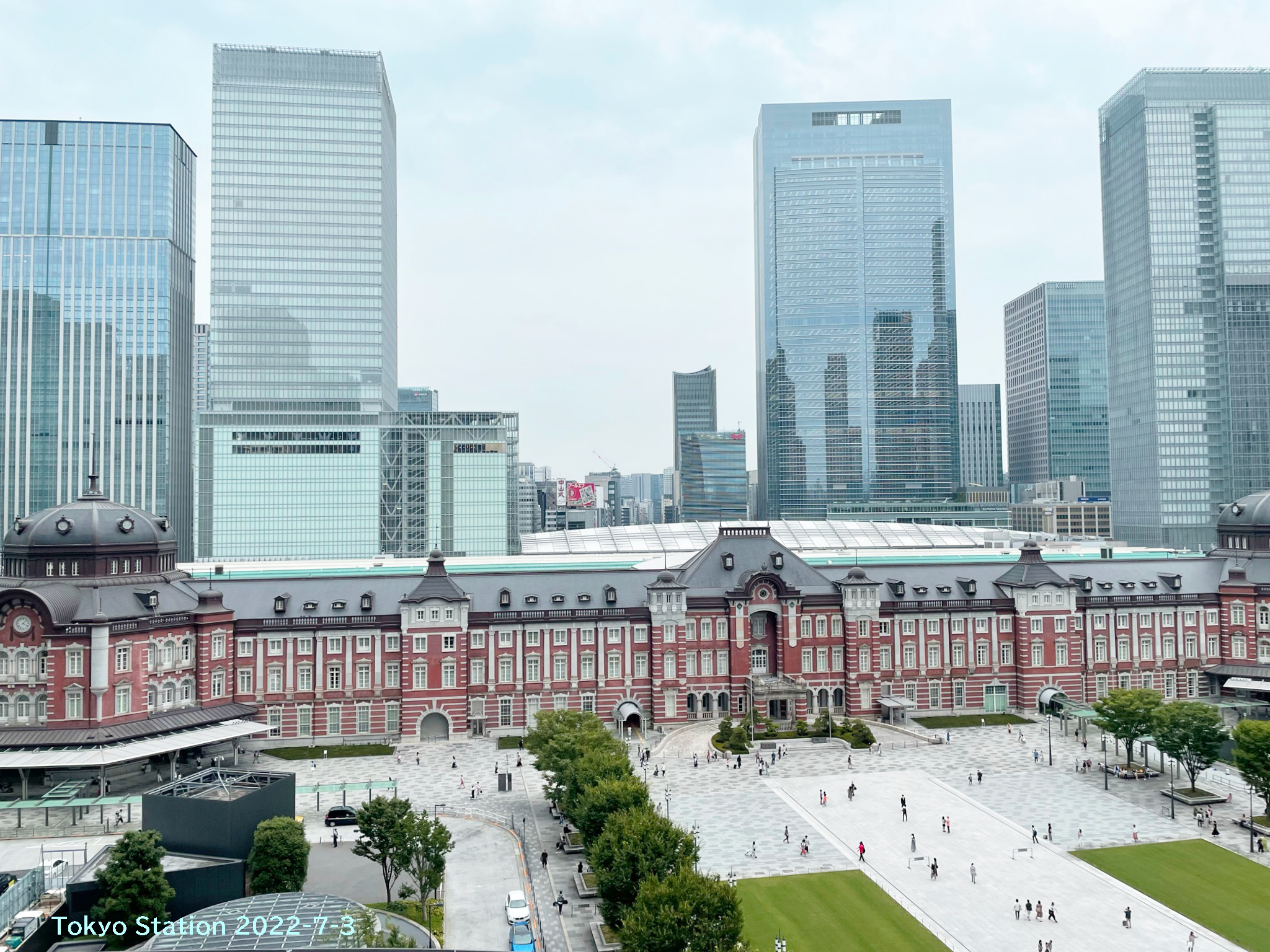
新丸ビルから見た東京駅と、グラントウキョウの南北2つのタワー

サウスタワーは、鹿島八重洲開発と新日本石油が事業を推進し、駅直結のビジネスセンターとして企画され、地下1階 - 地上2階が店舗で、地下1階には八重洲地下街と直結する商店街「グランアージュ」がオープンしている。地上5 - 41階は賃貸オフィスで、オフィス基準階は3,600モデュール、74m×42mの大プレートに対し2,950mmの天井高と150mmのOAフロア、奥行17mの無柱空間を利用者に提供している。テナントにはリクルート、BMW JAPAN等が入居している。
サウスタワーを区分所有している三井不動産は、2020年10月9日に不動産投資信託（REIT）の日本ビルファンド投資法人に売却することを発表し、2021年1月8日付けで物件の引き渡しがなされた。
また、JR東日本は2025年3月に一部をJR東日本プライベートリート投資法人に売却した。

### グランルーフ
鉄道会館ビル（旧大丸東京店）跡地に建設された。ツインタワーを結ぶ歩行者のためのペデストリアンデッキ、鉄道営業施設、店舗等を内包した地下3階、地上4階の施設と全長240mのデッキを膜構造の大屋根が覆う構成で、デザインアーキテクトであるヘルムート・ヤーンの「光の帆」というキーワードがデザインコンセプトとなっている。低く抑えたボリュームで計画することで、行幸通りからの軸線を通すことを意識し、風の通りを確保することで、ヒートアイランド現象の抑制を促す効果が期待されている。
商業部分はJR東日本子会社のJR東日本クロスステーション（旧:鉄道会館）が運営する。